# Jeff VanderMeer

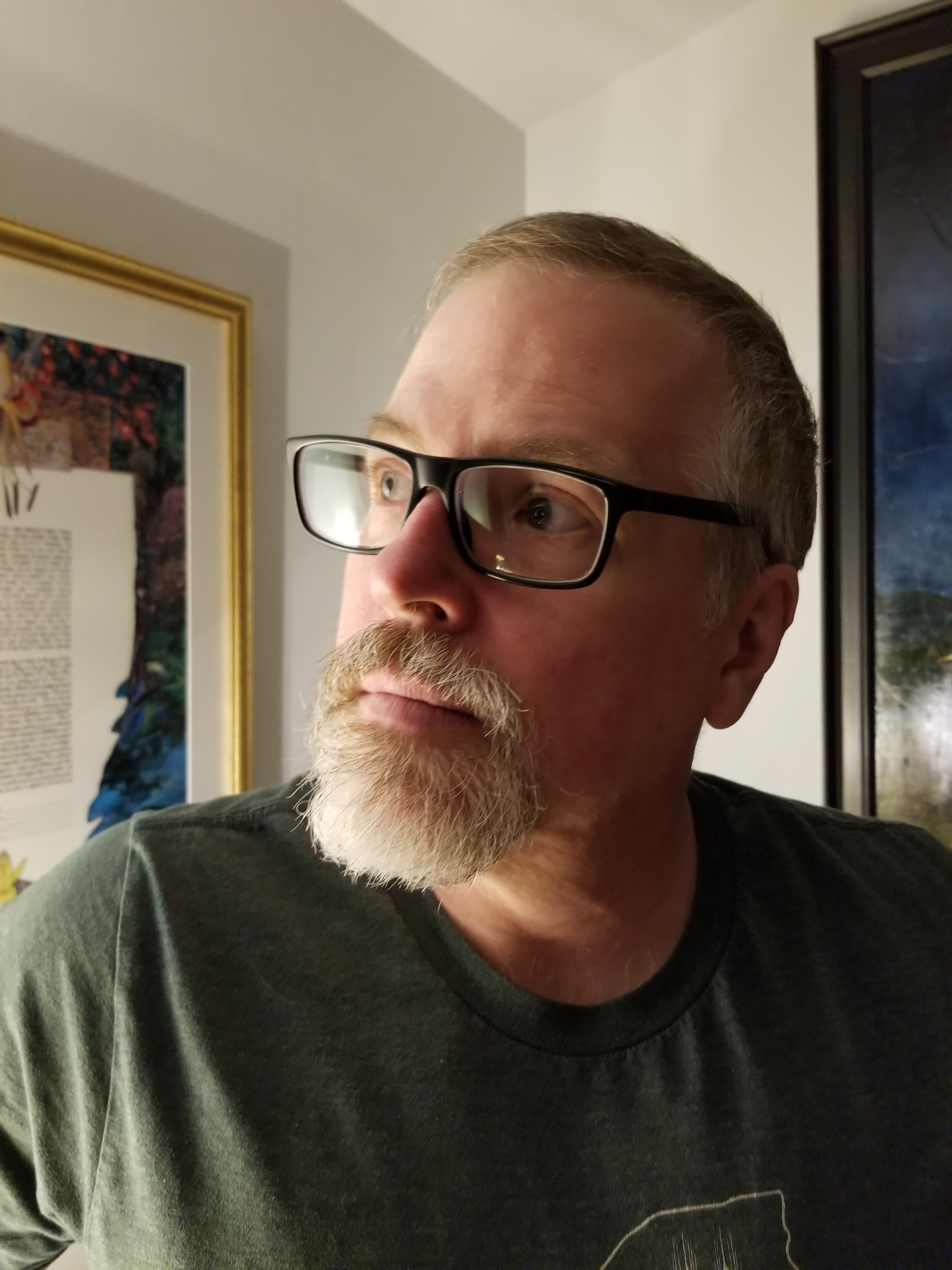
Jeff VanderMeer (2019)

Jeff VanderMeer (* 7. Juli 1968 in Pennsylvania) ist ein US-amerikanischer Autor phantastischer Geschichten.

## Leben
Mit seinen für das Friedenscorps tätigen Eltern verbrachte er seine Kindheit auf den Fidschi-Inseln. Er studierte an der University of Florida zunächst Journalismus, dann Englisch und zuletzt lateinamerikanische Geschichte, schloss seine Studien jedoch nicht ab.
1992 war er Teilnehmer des renommierten Clarion Workshops für angehende Science-Fiction- und Fantasy-Autoren, bei dem er in der Folge auch als Dozent wirkte.
Später veröffentlichte er im Studentenmagazin Merlin's Pen Lehrartikel zum Kreativen Schreiben. VanderMeer gehört zu den Gründungsmitgliedern des Council for Literature of the Fantastic an der University of Rhode Island.
Seine Werke bezeichnet er als Magischen Realismus, und tatsächlich beziehen sie sich unter anderem auf die Arbeiten von Jorge Luis Borges, Angela Carter und Vladimir Nabokov. Auch spielt und knüpft VanderMeer auf solche für den heutigen anglo-amerikanischen Raum sehr exotischen Autoren wie Alfred Kubin und Fritz von Herzmanovsky-Orlando an. Insbesondere mit seinen Kurzgeschichten, gesammelt in City of Saints and Madmen, gilt VanderMeer als ein wichtiger Vertreter der Slipstream-Literatur in der Science-Fiction.
Neben seiner Tätigkeit als Schriftsteller arbeitet er als Lektor für verschiedene Verlage und ist als Herausgeber von Anthologien tätig.
Im Jahr 2018 erschien die gleichnamige Verfilmung des Romans Auslöschung, bei der Alex Garland Regie führte. Eine Kinoverwertung fand nur in den USA, Kanada und China statt, während für den Rest der Welt die Verwertung durch den Streaming-Dienst Netflix erfolgte.

## Auszeichnungen
- 1994: Rhysling Award für Flight Is For Those Who Have Not Yet Crossed Over
- 2000: World Fantasy Award für die Novelle The Transformation of Martin Lake (dt. Die Verwandlung des Martin See)
- 2003: World Fantasy Award für die Anthologie Leviathan 3
- 2012: World Fantasy Award für die Anthologie The Weird (zusammen mit Ann VanderMeer)
- 2015: Nebula Award für den Roman Annihilation
- 2012: British Fantasy Award für die Anthologie The Weird (zusammen mit Ann VanderMeer)
- 2017: Locus Award für die Anthologie The Big Book of Science Fiction (zusammen mit Ann VanderMeer)
- 2021: World Fantasy Award für die Anthologie The Big Book of Modern Fantasy (zusammen mit Ann VanderMeer)

## Werke

### Romane
- Dradin, In Love, 1996
- The Hoegbotton Guide to the Early History of Ambergris, by Duncan Shriek, 1999
- Veniss Underground, 2003
  - Veniss Underground, dt. von Eva Bauche-Eppers; Wandler Verlag, Wendorf 2022. ISBN 978-3-948825-05-8
- Shriek: An Afterword, 2006
  - Shriek, dt. von Hannes Riffel; Klett-Cotta, Stuttgart 2008. ISBN 978-3-608-93778-7
- Predator: South China Seas, 2008
- Finch, 2009
- Halo: Evolutionen, Kurzgeschichten aus dem Halo-Universum, Panini Verlag 2010, ISBN 978-3-8332-2125-5
- Annihilation – Southern Reach Trilogy 1, 2014; verfilmt von Alex Garland unter dem Titel  Auslöschung
  - Auslöschung – Band 1 der Southern Reach Trilogie, dt. von Michael Kellner; Antje Kunstmann, München 2014. ISBN 978-3-88897-968-2
- Authority – Southern Reach Trilogy 2, 2014
  - Autorität – Band 2 der Southern Reach Trilogie, dt. von Michael Kellner; Antje Kunstmann, München 2015. ISBN 978-3-88897-995-8
- Acceptance – Southern Reach Trilogy 3, 2014
  - Akzeptanz – Band 3 der Southern Reach Trilogie, dt. von Michael Kellner; Antje Kunstmann, München 2015. ISBN 978-3-88897-996-5
- Borne, 2017
  - Borne, dt. von Michael Kellner; Antje Kunstmann, München 2017. ISBN 978-3-95614-197-3
- Dead Astronauts , 2019
- A Peculiar Peril, 2020
- Hummingbird Salamander, 2021
- Absolution, 2024 (Prequel zur Southern Reach Trilogy)

### Sammlungen
- The Book of Frog, 1989
- The Book of Lost Places, 1996
- City of Saints and Madmen: The Book of Ambergris, 2001
- City of Saints and Madmen (deutlich erweiterte Fassung der Ausgabe von 2001), 2002
- The Day Dali Died, 2003
- City of Saints and Madmen (erweiterte Fassung der Ausgabe von 2002)
  - Stadt der Heiligen und Verrückten, dt. von Erik Simon; Klett-Cotta, Stuttgart 2005. ISBN 3-608-93773-0
- Secret Life, 2004
- Why Should I Cut Your Throat?, 2004
- VanderMeer 2005, 2005
- Secret Lives, 2006
- Ein Herz für Lukretia: Erzählungen, Auswahl, hrsg. von Hannes Riffel; Shayol, Berlin 2007. ISBN 978-3-926126-71-9 (laut Copyright-Seite des Buchs basiert es auf der englischen Sammlung Secret Life, für die deutsche Ausgabe wurde aber in Absprache mit dem Autor eine etwas andere Zusammenstellung der Geschichten gewählt)
- The Surgeon’s Tale, 2007 (mit Cat Rambo)

### Sachbücher
- Wonderbook: The Illustrated Guide to Creating Imaginative Fiction, Abrams Image, 2013

### Als Herausgeber
- Leviathan 2, 1998 (mit Rose Secrest)
- Leviathan 3, 2002 (mit Forrest Aguirre)
- The Thackery T. Lambshead Pocket Guide to Eccentric and Discredited Diseases, 2003 (mit Mark Roberts)
- Best American Fantasy, 2007 (mit Ann Vandermeer)
- Mapping the Beast: The Best of Leviathan, 2007
- Polluto, 2008 (mit Rhys Hughes und Steve Redwood)
- The New Weird, 2008 (mit Ann Vandermeer)
- Steampunk, 2008 (mit Ann Vandermeer)
- Best American Fantasy 2, 2008 (mit Ann Vandermeer)
- Fast Ships, Black Sails, 2008 (mit Ann Vandermeer)
- The Big Book of Modern Fantasy, 2020 (mit Ann Vandermeer)

### Sonstiges
- Ende 2008 veröffentlichte die australische Band The Church eine CD namens Shriek: Excerpts from the soundtrack, deren Musik für den auf Basis des Buchs gedrehten Kurzfilms Shriek: The Movie (Regie: Juha Lindroos) geschrieben wurde und laut VanderMeer als möglicher „Soundtrack zum Buch“ angesehen werden kann.[3]